# Friedl Rinder
Frieda, Friedl (fälschlich auch: Elfriede) Rinder, geb. Benzinger (* 20. November 1905 in Schrobenhausen; † 3. Juni 2001 in München) war eine deutsche Schachspielerin.
Sie war fünfmal deutsche Damenmeisterin und erreichte bei der Schachweltmeisterschaft der Frauen 1939 den vierten Platz. Rinder war eine Nichte des starken Schachspielers Josef Benzinger. Dieser lehrte sie das Schachspiel. Erstmals hörte man von ihr 1932, als sie beim 13. Kongress des Bayerischen Schachbundes Platz drei belegte.

## Deutsche Damen-Meisterschaften
1939 gewann sie in Stuttgart erstmals die deutsche Damen-Meisterschaft. Dies gelang ihr noch viermal, nämlich 1949 bei der gesamtdeutschen Meisterschaft in München, 1955 in Krefeld, 1956 in Wolfratshausen und 1959 in Dahn.
Vizemeisterin wurde sie 1947 in Seesen, 1951 in Bad Klosterlausnitz und 1953 Waldkirch. Ihr Schachverein war der Damenschachklub München.

## Weltmeisterschaft der Damen
1939 nahm sie in Buenos Aires an der 9. Damen-Weltmeisterschaft teil. Sie erzielte 15 Punkte und belegte damit unter den zwanzig Teilnehmerinnen Platz vier hinter Vera Menchik, Sonja Graf und Berna Carrasco. In den Jahren 1959 und 1961 nahm sie zweimal an Kandidatenturnieren teil.

## Weitere Aktivitäten
Rinder gewann noch mehrere internationale Damen-Turniere. Dreimal spielte sie bei einer Schacholympiade für Deutschlands Damenmannschaft am ersten Brett, und zwar bei der Schacholympiade 1957 in Emmen, 1963 in Split und 1966 in Oberhausen.
Im Jahr 1957 wurde sie vom Weltschachbund FIDE mit dem Titel Internationale Meisterin ausgezeichnet.

## Privates

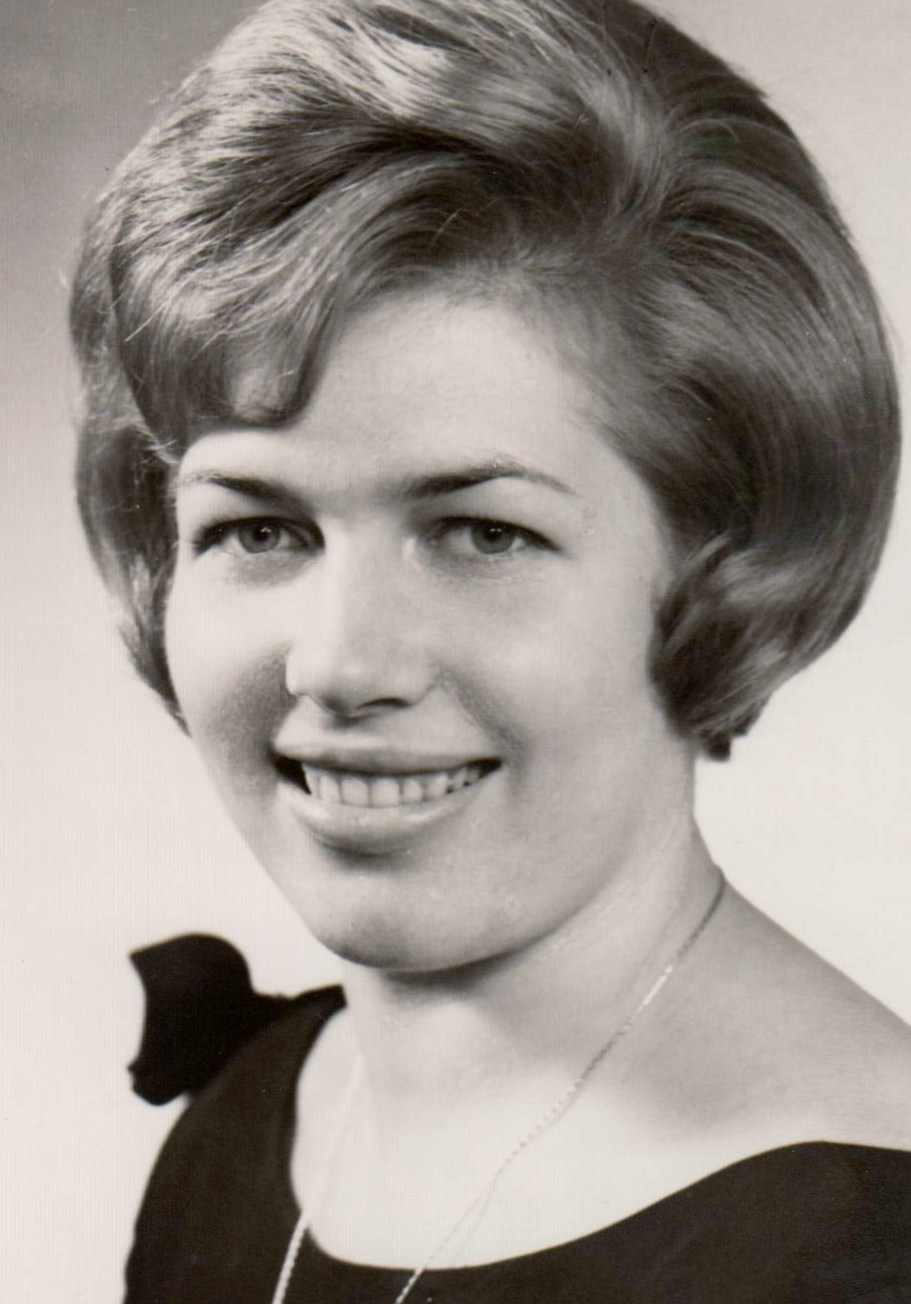
Elfriede Oweger

Ihr Sohn Gerd Rinder wurde ebenfalls ein bekannter Schachspieler: Deutscher Jugendmeister 1954, Meister von Bayern 1960 und Studienkomponist. Ihre Tochter war Elfriede Oweger, ebenfalls Schachspielerin (6. Platz bei der Deutschen Meisterschaft 1968).